# Gioacchino Assereto
Gioacchino Assereto (n. 1600, Genova, Republica Genova – d. 28 iunie 1649, Genova, Republica Genova) a fost un pictor italian din perioada barocului timpuriu și unul dintre cei mai importanți pictori de subiecte istorice activi în Genova în prima jumătate a secolului al XVII-lea.

## Viața
La vârsta de 12 ani a fost ucenicul lui Luciano Borzone⁠(d), iar din 1614 a lucrat în atelierul lui Giovanni Andrea Ansaldo. A urmat cursurile Academiei Nudului (pictură după modele de nud) instituită de Giancarlo Doria.
A fost activ în Genova. În 1639 Assereto a călătorit la Roma unde a vizitat atelierele mai multor pictori. Probabil că a întâlnit artiști genovezi care lucrau la Roma, precum Luca Saltarello⁠(d), Giovanni Maria Bottalla⁠(d), Giovanni Benedetto Castiglione⁠(d) și Giovanni Andrea Podestà⁠(d). Șederea sa la Roma a fost importantă, deoarece l-a pus în contact cu realismul în curs de dezvoltare al adepților lui Caravaggio.

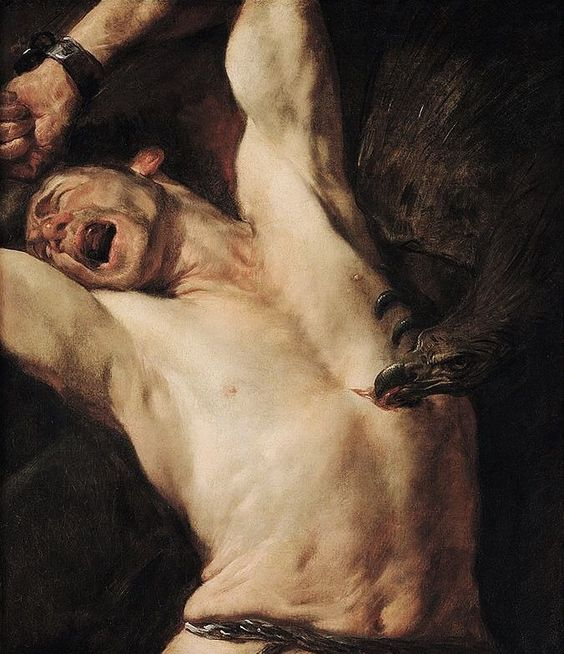
Tortura lui Prometeu

În anii 1640, Assereto a fost activ ca pictor de fresce. Artistul a avut un mare succes în Genova, iar în ultimii ani ai vieții slae au fost realizate multe copii ale lucrărilor sale în atelierul său, unele de către fiul său Giuseppe Assereto. Artistul a fost lăudat în timpul vieții de biograful genovez contemporan Raffaele Soprani ca fiind incomparabil. Artistul vanitos a împărtășit această părere.

## Operă
Cele mai multe dintre lucrările lui Assereto prezintă subiecte religioase și istorice, deși a realizat și câteva portrete. De-a lungul deceniului în care a fost student, Assereto a produs multe lucrări într-un limbaj baroc, care erau apropiate ca stil și gen. A încorporat drama și emoția în picturile sale cu ajutorul tehnicilor clarobscur și sfumato. A continuat să-și îmbunătățească tehnica și stilul în perioada când avea 20 și 30 de ani. În timpul vizitei sale la Roma în 1639, a descoperit un interes înfloritor pentru realism și caravagism. Interesul său pentru realism l-a încurajat să continue cu descrierea sa detaliată a capetelor și a mâinilor. Este posibil să-i fi dezvăluit și posibilitățile compozițiilor care depind mai degrabă de clarobscur decât de culoare.

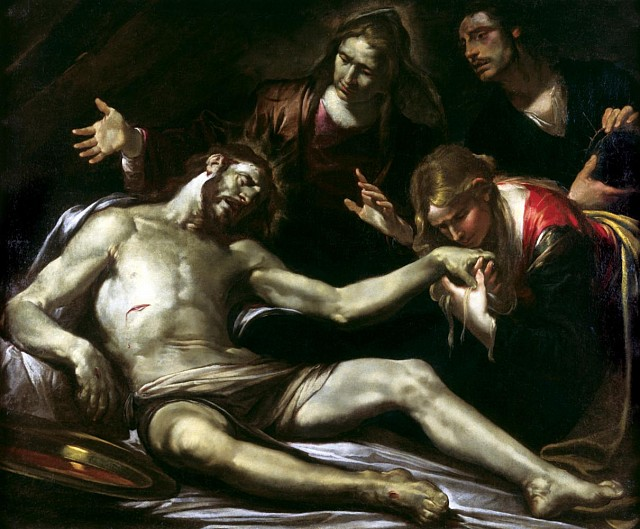
Lamentația

În 1640, Assereto a pictat <i id="mwLg">Lamentația</i>, un tablou puternic care folosește un fundal negru și umbre intense pentru a da un efect dramatic trupului mort al lui Hristos, care aproape pare să strălucească în întuneric. O lucrare care arată, de asemenea, această influență caravaggistă este Moartea lui Cato (Musei di Strada Nuova, Palazzo Bianco, Genova), în care Assereto s-a îndepărtat de stilul său rafinat, cu culori vii, pentru un stil mai îndrăzneț, mai puternic, în care efectele teatrale ale torțelor aprinse și lumina lumânărilor subliniază emoțiile violente. Lucrarea arată, de asemenea, influența pictorilor caravaggescieni din nord, precum Gerrit van Honthorst⁠(d) și Matthias Stom⁠(d).
În anii 1640 s-a dedicat unui studiu aprofundat al operelor lui Rubens și Anthony van Dyck. Drept urmare, compozițiile sale au devenit mai vii și mai agitate. De asemenea, a introdus o mai mare implicare emoțională în lucrările sale prin utilizarea luminilor și a culorilor care dezvăluie cunoștințele școlii venețiene. Ecce Homo (1640), arată în figura largă și flegmatică a lui Hristos influența Ecce Homo pictată de Anthony van Dyck la Genova în jurul anului 1625.
Lucrările sale târzii înfățișează adesea figuri de trei sferturi și sunt caracterizate de un realism sobru, de o delicată tensiune psihologică între figuri și frumusețea gravă a naturii moarte. Aceste lucrări au fost comparate cu lucrările lui Velázquez și Murillo. Un exemplu este că Esau își vinde dreptul de naștere (c. 1645; Palazzo Bianco, Genova).

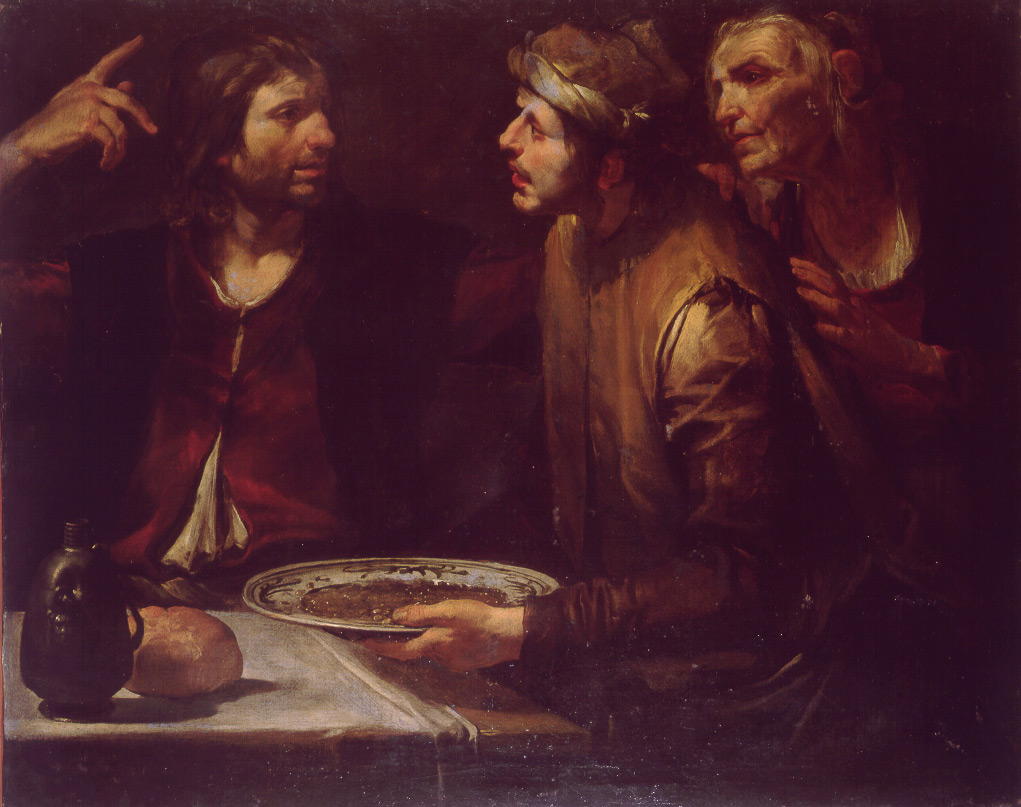
Esau își vinde dreptul de întâi născut

Gioacchino Assereto a fost activ și ca pictor de fresce. În anii 1640 a pictat fresce pentru Palazzo Granello și a comandat lucrări pentru biserica Sant'Agostino. S-au păstrat doar fragmente din aceste fresce.